# Daniel Schlumberger
Daniel Schlumberger (19 de diciembre de 1904, Mulhouse - 20 de octubre de 1972, Princeton) fue un arqueólogo francés y profesor de arqueología de Oriente Próximo en la Universidad de Estrasburgo y más tarde en la Universidad de Princeton.

## Biografía
Después de ser movilizado para luchar en la Segunda Guerra Mundial en 1939 y posteriormente alistado en las filas de Francia Libre, empezó a dirigir la Delegación Arqueológica Francesa en Afganistán (DAFA). En 1945 llegó a Beirut, donde comenzó a dirigir distintos proyectos de estudio y excavaciones en la zona de Asia Central, centrándose especialmente en los yacimientos de Bactria, Basar Lashkari y Surkh Kotal, con destacados descubrimientos del antiguo Imperio kushán y la excavación de Alejandría de Oxiana.
También dirigió proyectos al norte de la actual Siria para el Departamento da Antigüedades de Siria y Líbano abril en 1924. Un año más tarde, trabajó junto a Paul Perdrizet y Henri Seyrig. 
En 1958 fue admitido en la sociedad científica Académie des Inscriptions et Belles-Lettres.
Después de veinte años trabajando en yacimientos de Afganistán, en 1965 dejó su cargo en la DAFA. En 1967 sustituyó a Henri Seyrig como director del Instituto Francés de Beirut.
Schlumberger falleció el 20 de octubre en Estados Unidos, cuando realizaba unos estudios en Princeton. Sus obras escritas se incluyen a título póstumo en la publicación The Cambridge History of Iran (1983).